# 서아시아 축구 연맹
서아시아 축구 연맹(WAFF; West Asian Football Federation)은 요르단 암만에 본부가 있는 서아시아 지역의 축구 대표팀을 포함하는 지역 연맹이다. 연맹의 원년 회원국은 이란, 이라크, 요르단, 레바논, 팔레스타인, 시리아의 6개국이고, 2009년과 2010년에 새로운 회원국 7개국이 추가되어 13개국이 되었다가 이란이 2014년에 탈퇴하여 현재는 12개국이다. 서아시아 축구 연맹에서 주관하는 서아시아 축구 선수권 대회에는 첫 대회인 2000년에 6개 회원국과 중앙아시아 지역의 다른 두 팀이 초청되어 참가했다. 초청팀은 키르기스스탄과 당시 아시아 축구 연맹 소속이었던 카자흐스탄이었다.
또한 몇몇 서아시아 축구팀들은 걸프컵에 참가하기도 하는데 사우디아라비아, 바레인, 카타르, 오만, 아랍에미리트, 쿠웨이트, 예멘이 이들인데, 2008년까지 이들은 규칙상으로는 서아시아 축구 연맹의 회원이 아니지만 같은 지역에 위치해 있으므로 통상 서아시아 축구 연맹에 포함시키곤 했으며, 모두 2009년과 2010년에 정식으로 가입했다.

## 회원국
- 이라크
- 요르단
- 레바논
- 팔레스타인
- 시리아
- 카타르
- 아랍에미리트
- 예멘
- 바레인
- 쿠웨이트
- 오만
- 사우디아라비아

## 주관 대회
- 서아시아 축구 선수권 대회

## 같이 보기
아시아 축구 연맹 소속 5개 지역연맹
- 남아시아 축구 연맹 (SAFF)
- 동아시아 축구 연맹 (EAFF)
- 서아시아 축구 연맹 (WAFF)
- 동남아시아 축구 연맹 (AFF)
- 중앙아시아 축구 연맹 (CAFA)